# Mairy-sur-Marne
Mairy-sur-Marne é uma comuna francesa na região administrativa do Grande Leste, no departamento de Marne. Estende-se por uma área de 20.78 km², e possui 551 habitantes, segundo o censo de 2018, com uma densidade de 27 hab/km².